# АСКОН
Компанія АСКОН — російський розробник програмного забезпечення у галузі САПР (CAD/AEC/CAPP/CAM/PDM/PLM). Заснована в 1989 році. Голова ради директорів — Голіков Олександр Володимирович. Генеральний директор — Богданов Максим Юрійович.

## Напрямок діяльності
- Розробка систем автоматизованого проектування та управління інженерними даними
- Комплексна автоматизація конструкторсько-технологічної підготовки виробництва в машинобудуванні та приладобудуванні
- Комплексна автоматизація проектної діяльності в промисловому і цивільному будівництві

## Історія

### Звідки така назва?
Існує дві версії походження назви «АСКОН» Перша - це абревіатура від словосполучення «Ассоциация КОНкурентов» (Асоціація КОНкурентів).

Друга - це скорочення від «Автоматизированная Система КОНструирования» (Автоматизована Система КОНструювання) - має зв'язок з функціональністю першого та флагманського продукту - КОМПАС.

### Створення та розвиток
Компанію АСКОН було засновано в 1989 році Олександром Голіковим, який сьогодні обіймає посаду голови Ради директорів. Початок розвитку компанії тісно пов'язаний з історією розробки флагманського продукту КОМПАС.

Основні етапи:
- 1989 р. - випуск КОМПАС 1.0 для ПК
- 1989 р. - перший контракт на оснащення КОМПАС Ленінградського Металічного Заводу.
- 1994-1996 рр. - реалізація  КОМПАС 5 для Windows.
- 1997 р. – старт продажів КОМПАС 5.
- 2000 р. – випуск КОМПАС-3D, системи тривимірного моделювання.
- 2003 р. - АСКОН значно розширює лінійку програмного забезпечення. Починається продаж інтегрованого комплексу CAD/CAM/PDM на базі систем КОМПАС V6, ЛОЦМАН:PLM (система керування інженерними даними) , АВТОПРОЕКТ (САПР для розробки технологічних процесів). Чисельність співробітників АСКОН сягає 300 чоловік.
- 2004 р. - вихід Корпоративних довідників, розвиток напрямку технологічного проектування.
- 2006 р. - АСКОН виходить на західні ринки. Випуск англомовної версії КОМПАС.
- 2008 р. - Олександр Голіков стає головою Ради директорів АСКОН. Генеральним директором призначено Максима Богданова.[2]
- 2010 р. - кількість підприємств-користувачів сягає 6000.

## Продукти
- КОМПАС 3D - система тривимірного моделювання
- КОМПАС-График - універсальна система автоматизованого проектування
- ВЕРТИКАЛЬ - система автоматизованого проектування технологічних процесів
- ЛОЦМАН:PLM - система керування інженерними даними та життєвим циклом виробу
- ЛОЦМАН:ПГС - система керування проектними даними у будівництві
- Материалы и Сортаменты, Стандартные изделия - корпоративні довідники.

## АСКОН в Україні
На IT ринку України програмне забезпечення від компанії з'явилося на початку 90-х років XX сторіччя. З того часу загалом в Україні більш ніж 600 підприємств-користувачів ліцензійного програмного забезпечення від АСКОН. 
 
Серед найбільших користувачів можна виділити наступних: 

Холдінги:
- Метінвест Холдинг[3]
- Українська промислова енергетична компанія[4]
- ДТЕК
- Холдінгова Компанія «Мікрон»

Державні підприємства:
- Зоря — Машпроект
- НВО «Електроважмаш»
- Турбоатом
- Південний машинобудівний завод
- Банкнотно-монетний двір Національного банку України

Офіційно компанію в Україні представляють платиновий партнер «АСКОН-КР» (м.Київ) та партнер «Центр-САПР» (м.Львів).
Компанія АСКОН-КР була внесена до офіційного Реєстру виробників і розповсюджувачів програмного забезпечення Державного департаменту інтелектуальної власності Міністерства освіти і науки України.

У навчальному процесі програмне забезпечення від АСКОН використовується у понад 100 вищих технічних навчальних закладах України.
- з 2017 року, набув чинності - указ президента України №133/2017[6] про рішення РНБО, у застосуванні персональних спеціальних економічних та інших обмежувальних заходів (санкцій) на компанію АСКОН та її представництва в Україні. Зокрема, санкції забороняють передачу технологій, прав на об’єкти права інтелектуальної власності.